# Sterkiella histriomuscorum
Espèce
Synonymes
- Oxytricha histriomuscorum Foissner, Blatterer, Berger & Kohmann, 1991
- Histriculus muscorum(( (Kahl, 1932) Corliss, 1960
- Histrio macrostoma Gellért & Tamás, 1958
- Histrio muscorum Kahl, 1932
- Opisthotricha terrestris Horváth, 1956
- Oxytricha histrioides Gellért, 1957
- Oxytricha histriomuscorum Foissner, Blatterer, Berger & Kohmann, 1991
- Oxytricha terrestris (Horwath, 1958) Dragesco & Dragesco-Kernéis, 1986
- Oxytricha trifallax Greslin, Prescott, Oka, Loukin & Chappell, 1989

Sterkiella histriomuscorum est une espèce de ciliés de la famille de Oxytrichidae. Il s'agit d'une espèce marine. En Australie, on la trouve dans les états du Queensland et de la Tasmanie.

## Publication originale
- (de) Wilhelm Foissner, Hubert Blatterer, Helmut Berger & Fritz Kohmann, « Taxonomische und ökologische Revision der Ciliaten des Saprobiensystems - Band I: Cyrtophorida, Oligotrichida, Hypotrichia, Colpodea », Informationsberichte des Bayerischen Landesamtes für Wasserwirtschaft, vol. 91, no 1,‎ 1991, p. 1-471.